# CSI: Miami helyszínelők (negyedik évad)
Az itt található lista az CSI: Miami helyszínelők című televíziós sorozat negyedik évadjának epizódjait tartalmazza. Az évad eredeti sugárzása a CBS-en 2005. szeptember 19. és 2006. május 22. között volt.
Magyarországon a negyedik évad fináléja 2009 augusztusában volt az RTL Klub-on.
A negyedik évadban Natalia Boa Vistát áthelyezik a helyszínelők csapatába, FBI-tól. Erika Sikes és Marisol Delko is többször feltűnik az évad során. A laborban pedig Dan Cooper jelenik meg.
| #    | Magyar cím | Eredeti cím          | Rendező             | Író                                                 | Eredeti premier      | No. # |
| ---- | --- | -------------------- | ------------------- | --------------------------------------------------- | -------------------- | ----- |
| 4x1  | „Üzenet a sírból” | „From the Grave”     | Karen Gaviola       | Ann Donahue & Elizabeth Devine                      | 2005. szeptember 19. | 73    |
| 4x1  | Egy temetésen lemészárolnak mindenkit, köztük Alberto Fuentes fegyencet és az őt kísérő rendőrt is. A helyszínelők a halott gengszter tetoválásából rájönnek, hogy a Mala Noche nevű bűnszövetkezettel van dolguk, mely Florida legveszélyesebb maffiája. Horatio választás elé állítja a csapat tagjait, ám mindegyikük önként vállalja a veszélyes nyomozást. |                      |                     |                                                     |                      |       |
|      | |                      |                     |                                                     |                      |       |
| 4x2  | „Véres víz” | „Blood in the Water” | Duane Clark         | Dean Widenmann & Sunil Nayar                        | 2005. szeptember 26. | 74    |
| 4x2  | A Gannon család jachtján tűz üt ki. A családfő nem tudja kormányozni a hajóját, felesége és két gyermeke pedig bepánikol. Lánya beugrik a vízbe, ám a cápák lehúzzák a mélybe. Bátyja utánaugrik, de mindkettejüknek nyoma vész. Mivel a tragédia színhelye süllyed, Horatióéknak sietniük kell a helyszíneléssel. Calleigh és Ryan Molotov-koktélra utaló nyomokat találnak. |                      |                     |                                                     |                      |       |
|      | |                      |                     |                                                     |                      |       |
| 4x3  | „Préda” | „Prey”               | Scott Lautanen      | Corey Miller & Barry O'Brien                        | 2005. október 3.     | 75    |
| 4x3  | A 18 éves Sarah Jennings egy átmulatott éjszaka után nyomtalanul eltűnik. Kölcsönautóját megtalálják egy parkolóban gyilkosságra utaló nyomokkal. Bár erre semmi jel nem utal, Horatio biztos benne, hogy élve megtalálhatják a lányt. Míg Sarah a lány barátnőjét, Tina Saunderst faggatja, addig Ryan tenyérnyomot talál a hátsó ablak külső oldalán: úgy tűnik, valaki leskelődött az autóban ülő Sarah után.                                                                                                   |                      |                     |                                                     |                      |       |
|      | |                      |                     |                                                     |                      |       |
| 4x4  | „48 óra az élet” | „48 Hours to Life”   | Norberto Barba      | John Haynes & Marc Dube                             | 2005. október 10.    | 76    |
| 4x4  | Frank Tripp nyomozó, erőszakos módszerekkel, az egyik gyanúsítottból beismerő vallomást csikar ki, s ennek köszönhetően a fiatal férfi börtönbe kerül. Horatio szerint azonban Tobey ártatlan, így a csapaté a feladat, hogy bebizonyítsák ártatlanságát. Sietniük kell, mert tudják, egy ilyen srác, mint Tobey, nem bír ki két nappal többet a rácsok között. |                      |                     |                                                     |                      |       |
|      | |                      |                     |                                                     |                      |       |
| 4x5  | „Hármas elágazás” | „Three-Way”          | Jonathan Glassner   | Marc Guggenheim & Ildy Modrovich                    | 2005. október 17.    | 77    |
| 4x5  | Horatio csapatát több kritika is éri, ezért hatékonysági vizsgálatot rendelnek el náluk. A legújabb ügy során fény is derül a hiányosságokra. Egy luxus szálloda jóképű alkalmazottját találják holtan a közeli parkban, és a szálak három fiatal nőhöz vezetnek, akik közösen bérelték kis a luxuslakosztályt, hogy férjeik nélkül egy görbe hétvégét csapjanak. Mint kiderül, mindegyiküknek volt szexuális kapcsolata az áldozattal, és mind a hárman gyilkosnak hitték magukat. - Vendégszereplő: Linden Ashby |                      |                     |                                                     |                      |       |
|      | |                      |                     |                                                     |                      |       |
| 4x6  | „A gyanú árnyékában” | „Under Suspicion”    | Sam Hill            | Sunil Nayar & Barry O'Brien                         | 2005. október 24.    | 78    |
| 4x6  | Két lány véletlennek tűnő autóbalesete kapcsán egy sikeres ügyvédnő, Rachel Turner holttestére bukkannak a folyóban. Horatio hamar rájön, hogy Walter Rasdan tért vissza a városba, hogy újabb gyilkosságokat kövessen el, méghozzá Horatio számlájára. A Wilson-gyilkosságok egyetlen túlélője újra veszélyben van, ezért Horatio új búvóhelyet keres a számára. |                      |                     |                                                     |                      |       |
|      | |                      |                     |                                                     |                      |       |
| 4x7  | „Szökevényjárat” | „Felony Flight”      | Scott Lautanen      | Elizabeth Devine & Anthony E. Zuiker & Ann Donahue  | 2005. november 7.    | 79    |
| 4x7  | Megölik egy befolyásos rádiós mogul feleségét. Darius, a hírhedt New York-i sorozatgyilkos videófelvételen beismeri a gyilkosságot, majd szökése után Miamiban több diáklánnyal is végez. Mac Taylor, a New York-i helyszínelők főnöke is a helyszínre érkezik, hogy segítse a gyilkost kézre keríteni. Darius azonban egy lépéssel előttük jár, és túszul ejti Alexát, az egyik közismerten gazdag család lányát. Mac és Horatio követik az emberrablót New Yorkba.                                               |                      |                     |                                                     |                      |       |
|      | |                      |                     |                                                     |                      |       |
| 4x8  | „Kiszögezve” | „Nailed”             | Karen Gaviola       | Corey Miller & Barry O'Brien                        | 2005. november 14.   | 80    |
| 4x8  | Szögbelövővel ölik meg Brenda Hallt, a frissen elvált nőt. Két embernek is lehetett indítéka: a férjnek, aki 18 év után a titkárnője miatt dobta ki, és anyagilag ellehetetlenítette, valamint az exférj újdonsült menyasszonyának, aki nem tudott a feleség helyére lépni, mert Brenda nem volt hajlandó aláírni a válási papírokat. |                      |                     |                                                     |                      |       |
|      | |                      |                     |                                                     |                      |       |
| 4x9  | „Pokolfajzatok” | „Urban Hellraisers”  | Matt Earl Beesley   | Dean Widenmann & Marc Guggenheim                    | 2005. november 21.   | 81    |
| 4x9  | Eric épp a bankban tartózkodik, amikor kirabolják. Tűzharcba keveredik az elkövetőkkel, amikor meg akarják erőszakolni az egyik ügyfelet, és ennek két ártatlan áldozata lesz. A nyomokból arra következtetnek, hogy valójában nem a pénzért mentek a bankba. Egy népszerű videójáték forgatókönyvét követik a valóságban, ahol az áldozatok száma növeli a pontszámokat és a győzelmi esélyeket. |                      |                     |                                                     |                      |       |
|      | |                      |                     |                                                     |                      |       |
| 4x10 | „Széthullott élet” | „Shattered”          | Scott Lautanen      | Ildy Modrovich                                      | 2005. november 28.   | 82    |
| 4x10 | Jay Fishert, az ismert ékszerkereskedőt és drogbárót három lövéssel ölik meg. A helyszínelőknek szó szerint a nyakukba szakad egy piti drogfutár, aki azt állítja, hogy Eric Delko rendszeresen drogot vásárol tőle. Ericre azonnal rászáll a belső ügyosztály, és úgy tűnik, ez a vizsgálat a karrierjébe fog kerülni. |                      |                     |                                                     |                      |       |
|      | |                      |                     |                                                     |                      |       |
| 4x11 | „A visszavágó” | „Payback”            | Sam Hill            | Marc Dube & Ildy Modrovich & Marc Guggenheim        | 2005. december 19.   | 83    |
| 4x11 | Hat év elteltével derül ki, hogy Brian Lexington ártatlan, akit Valerie Naff megerőszakolásáért zártak börtönbe. A valódi tettesnek azóta is kulcsa van a nő házához és kiderül róla, az áldozat egyik legjobb barátja. Az ügy azonban új fordulatot vesz, az új gyanúsítottat holtan találják, és a lehetséges elkövetők száma meglehetősen magas. - Vendégszereplő: Michael Shanks és Peter Jacobson |                      |                     |                                                     |                      |       |
|      | |                      |                     |                                                     |                      |       |
| 4x12 | „A vadászat” | „The Score”          | Jonathan Glassner   | Barry O'Brien                                       | 2006. január 9.      | 84    |
| 4x12 | Egy magánpartin holtan találják Paul Sanderst, Wayne Reynolds extrém randi-tanfolyamának végzősét. A nyomozás során kiderül, hogy a halott titokban saját tanfolyamot indított, amivel alaposan magára haragította Reynoldsot. Eric húgát letartóztatják nagy mennyiségű marihuána birtoklása miatt, és azzal vádolják, hogy ekkora mennyiséggel kereskedni akart. Marisolra 10 év, börtönben letöltendő büntetés vár.                                                                                             |                      |                     |                                                     |                      |       |
|      | |                      |                     |                                                     |                      |       |
| 4x13 | „Haláltánc” | „Silencer”           | Ernest R. Dickerson | Sunil Nayar                                         | 2006. január 23.     | 85    |
| 4x13 | Egy nyilvános táncbemutatón megölik a vezető gyógyszergyár csinos menedzserét és a Mala Noche egyik tagját. A nő halála véletlennek tűnik, ám a nyomozás során kiderül, több munkatársának is érdeke fűződött a halálához. A vezetés új gyógyszert készült a piacra dobni, de végül nem kapták meg az engedélyt a készítmény forgalmazására. Közben Caine és Delko húga, Marisol egymásba habarodnak. - Vendégszereplő: Laura Leighton                                                                             |                      |                     |                                                     |                      |       |
|      | |                      |                     |                                                     |                      |       |
| 4x14 | „Áttűnések” | „Fade Out”           | Scott Lautanen      | Corey Miller                                        | 2006. január 30.     | 86    |
| 4x14 | Jake Richmond klubtulajdonost felakasztják a hídra. A férfit a halála előtt megvakították, és a zsebébe egy dzsóker kártyalapot dugtak. Első számú gyanúsítottjuk Joey Salucci, Miami legbefolyásosabb maffiavezére. Meglepetésükre azonban két fiatal forgatókönyvíróhoz vezetnek a nyomok, akik a valóságból merítik az ötleteiket. - Vendégszereplő: Evan Handler |                      |                     |                                                     |                      |       |
|      | |                      |                     |                                                     |                      |       |
| 4x15 | „Kísértő múlt” | „Skeletons”          | Karen Gaviola       | John Haynes & Elizabeth Devine                      | 2006. február 6.     | 87    |
| 4x15 | Hullát találnak a strand homokjában. A halott lakcímén újabb két áldozat fogadja a helyszínelőket. A helyszínből egyértelműen kiderül, hogy Resden, a hírhedt sorozatgyilkos tért vissza, és üzeni, hogy nem áll le. Horatio és csapata végre megtalálja az összefüggést a hatszoros gyilkos áldozatai között, s ezzel úgy tűnik, megoldást találnak az ügyre. Resden azonban még nem végzett. |                      |                     |                                                     |                      |       |
|      | |                      |                     |                                                     |                      |       |
| 4x16 | „Deviáns” | „Deviant”            | Scott Lautanen      | Krystal Houghton                                    | 2006. február 27.    | 88    |
| 4x16 | Meghal egy férfi, akit alaposan összevernek, mert azt feltételezik róla, hogy molesztált egy kislányt a játszótéren. A férfiról kiderül, hogy távolságtartási tilalmat rendeltek el ellene a kiskorúak védelmében, és közismerten hírhedt megrontó volt. A nyomok alapján az első számú gyanúsított Dr. Alexx Woods, a boncterem vezető orvosa. - Vendégszereplő: Julie Benz |                      |                     |                                                     |                      |       |
|      | |                      |                     |                                                     |                      |       |
| 4x17 | „Ütközés” | „Collision”          | Sam Hill            | Dean Widenmann                                      | 2006. március 6.     | 89    |
| 4x17 | Barbara, a fiatal lány autós üldözés áldozata lesz. A helyszínelők az üldöző autójának a csomagtartójában egy hullát találnak. Russell Miller üzletember bevallja mindkét gyilkosságot: előbb szexuális zsarolóját ölte meg, majd üldözni kezdte a szemtanút, aki súlyos balesetet szenvedett. A halottkém jelentése alapján azonban kiderül, hogy a lány nem a balesetben halt meg, van még egy gyilkos, aki kihasználta a lehetőséget.                                                                           |                      |                     |                                                     |                      |       |
|      | |                      |                     |                                                     |                      |       |
| 4x18 | „Kettős kockázat” | „Double Jeopardy”    | Scott Lautanen      | Brian Davidson                                      | 2006. március 13.    | 90    |
| 4x18 | Steven Rowe-t azzal gyanúsítják, hogy megölte a feleségét, Melissát, akinek a holtteste épp azután kerül elő, hogy az esküdtszék, bizonyítékok hiányában, kimondja a vádlott ártatlanságát. Horatio nem tud belenyugodni az ítéletbe, és az egész csapatot ráállítja az ügyre. Hamarosan kiderül, hogy Melissa eltitkolta férje előtt anyja bőrszínét, és ezzel nagyon kínos helyzetbe hozta a férjét. |                      |                     |                                                     |                      |       |
|      | |                      |                     |                                                     |                      |       |
| 4x19 | „A hajsza” | „Driven”             | Eagle Egilsson      | Ildy Modrovich                                      | 2006. március 20.    | 91    |
| 4x19 | Egy luxus gyógyfürdőben rablássorozat történik. A károsultak a felső tízezerhez tartozó vagyonos nők. Victoria Moreno azonban az életével fizet, amikor gázspray-vel az egyik fegyveres rablóra támad. Horatióék következtetése szerint ez csupán egy kisebb része annak a nagyszabású rablásnak, csalásnak, amelynek szálait már korábban elkezdték felgöngyölíteni a helyszínelők. |                      |                     |                                                     |                      |       |
|      | |                      |                     |                                                     |                      |       |
| 4x20 | „Szabadesés” | „Free Fall”          | Scott Lautanen      | Marc Dube                                           | 2006. április 10.    | 92    |
| 4x20 | A Vargas-testvéreket kivégzésszerűen tarkón lővik, egyikük azonban csodával határos módon túléli a merényletet annak ellenére, hogy csak három nappal később találnak rá. Trip nyomozó egy nyom alapján rájön, hogy az eset összefügg Leo és Sienna ügyével, akiket korábban rablásért vittek be. A média népszerű párosa a Vargas fivéreket rabolta ki, és ezzel közvetve hozzájárultak a halálukhoz. |                      |                     |                                                     |                      |       |
|      | |                      |                     |                                                     |                      |       |
| 4x21 | „Kutyaszorítóban” | „Dead Air”           | Sam Hill            | John Haynes                                         | 2004. április 24.    | 93    |
| 4x21 | Egy ismeretlen, rémült nő kér segítséget telefonon. A fogva tartott nő nem más, mint Brenda Colette, egy gazdag üzletember felesége. A forró nyomon elindulva eljutnak a telefon birtokosához, ám a valószínűsített emberrablóról kiderül, hogy ő is áldozat. A nyomozás szálai a nő szeretőjéhez vezetnek, aki nem tudott beletörődni abba, hogy Brenda kidobta, és felbérelt egy férfit, hogy ijesszen rá a nőre. Csakhogy az irányítás kicsúszott a kezei közül.                                                |                      |                     |                                                     |                      |       |
|      | |                      |                     |                                                     |                      |       |
| 4x22 | „Nyílt vízen” | „Open Water”         | Scott Lautanen      | Marc Dube & Ildy Modrovich                          | 2006. május 1.       | 94    |
| 4x22 | Mike Harris kora hajnalban vízbe esik egy túrahajóról. A közelben lévő cáparaj azonban gyorsabbnak bizonyul, mint a mentőakció, amivel kapcsolatban számtalan kifogás merül fel. A mentőcsónakot egyáltalán nem engedték le, és a kapitány többször is a vízbe lő. A helyszínelők vérnyomokat fedeznek fel a korláton, ami egyértelműen gyilkosságra utal. |                      |                     |                                                     |                      |       |
|      | |                      |                     |                                                     |                      |       |
| 4x23 | „Sokkhatás” | „Shock”              | Karen Gaviola       | Brian Davidson & Corey Miller                       | 2006. május 8.       | 95    |
| 4x23 | Nikki Beck, a sztárüdvöske halálos áramütést szenved egy vízzel teli fürdőkádban Miami legmenőbb partiján. Az első számú gyanúsított Nikki riválisa, a gyönyörű April, akivel bármire képesek voltak a nagyobb népszerűség megszerzéséért. Eric megtudja, hogy húga, Marisol és Horatio házasságra készül. Eric azonban korántsem örül ennek. |                      |                     |                                                     |                      |       |
|      | |                      |                     |                                                     |                      |       |
| 4x24 | „Vérengzés” | „Rampage”            | Duane Clark         | Ann Donahue & Sunil Nayar                           | 2003. május 15.      | 96    |
| 4x24 | A Mela Noche két bérgyilkosának az ügyét tárgyalja a bíróság, amikor váratlanul lövöldözés tör ki, és a teremben meghal két ember, az egyik fogoly pedig megszökik. Marisol és Buo Vista élete veszélybe kerül. Eric egykori, betegesen féltékeny barátnője, Gloria egyre durvább eszközökkel zaklatja Eric női ismerőseit. Azt hiszi, Marisol Eric felesége. |                      |                     |                                                     |                      |       |
|      | |                      |                     |                                                     |                      |       |
| 4x25 | „A tégla” | „One of Our Own”     | Matt Earl Beesley   | Barry O'Brien & Krystal Houghton & Elizabeth Devine | 2006. május 22.      | 97    |
| 4x25 | A Mela Noche öt emberét kivégzik, egy rendőr is áldozatul esik. A nyomozást nehezíti, hogy az FBI megpróbálja a terrorcsoport bizonyítékainak az aktáit megvonni. Azzal vádolják Horatio embereit, hogy a lefoglalt pénzt valamelyikük ellopta. Közben Horatio alkut köt felesége gyilkosával: arra kéri, adja ki neki Riazt, a Mela Noche fejét, cserébe megvédi az életét. |                      |                     |                                                     |                      |       |
|      | |                      |                     |                                                     |                      |       |